# Літературно-меморіальний музей Лесі Українки (Звягель)
Музей Лесі Українки — літературно-меморіальний комплекс у місті Звягель, основою якого є помешкання, в якому народилася Леся Українка.

## Загальні дані
Музей знайомить із життєвим і творчим шляхом Лесі Українки, звягельським періодом життя родини Косачів.
Адреса: вул. Соборності, буд. 76/2, м. Звягель 11701.
Директорка музею —  Кармазіна Анна Олександрівна (з січня 2024р.)
Музей працює щодня, крім неділі, з 9:00 до 18:00 год (у суботу з 9:00 до 17:00).
Вхідний квиток для дітей — 40 грн., для дорослих — 70 грн. Квиток з екскурсійним супроводом для дітей - 70 грн., для дорослих 100 грн..
В музеї проводяться тематичні екскурсії для різних вікових категорій: 
- «Леся Українка – гордість Поліського краю»;
- «Леся Українка – наша славетна землячка»;
- «Стежками Лесі гуляють діти»;
- «Леся Українка і музика»;
- «Леся Українка і народна творчість»;
- «Леся Українка і сучасність»;
- «Стежками лісової пісні»;
- «Новоград-Волинський – родинна пасіка Косачів».

Неподалік літературно-меморіального музею Лесі Українки знаходиться «Лесине джерело». Тут можна насолодитися справжньою чистою джерельною водою. Саме з нього утамовувала свою спрагу маленька Леся.

## Експозиція
Музей складається з двох будинків, з'єднаних перехідною галереєю — помешкання, у якому 25 лютого 1871 року народилася Леся Українка, та сусіднього будинку, де жили міщани Окружки. Сергій і Степанида Окружки були власниками будинку, у якому протягом 1870—1873 рр. проживала сім'я Косачів.
У меморіальному будинку відтворили дитячу кімнату Лесі Українки, вітальню, робочий кабінет Косачів.
У музеї експонуються оригінальні речі родини Косачів-Драгоманових, їхніх друзів: українське вбрання, прикраси, чашечка, пенал для олівців, які за словами Ніни Косач, належали Лесі Українці, іграшковий рублик, картина «Волинська хата», книги «Итоги науки», скатертина, дзеркало, керсетка, сорочка, вишита за узорами Олени Пчілки, дерев'яні шкатулки, аптечна шафа, крісло, жіноче портмоне, посуд, віяло, мушля та ін.

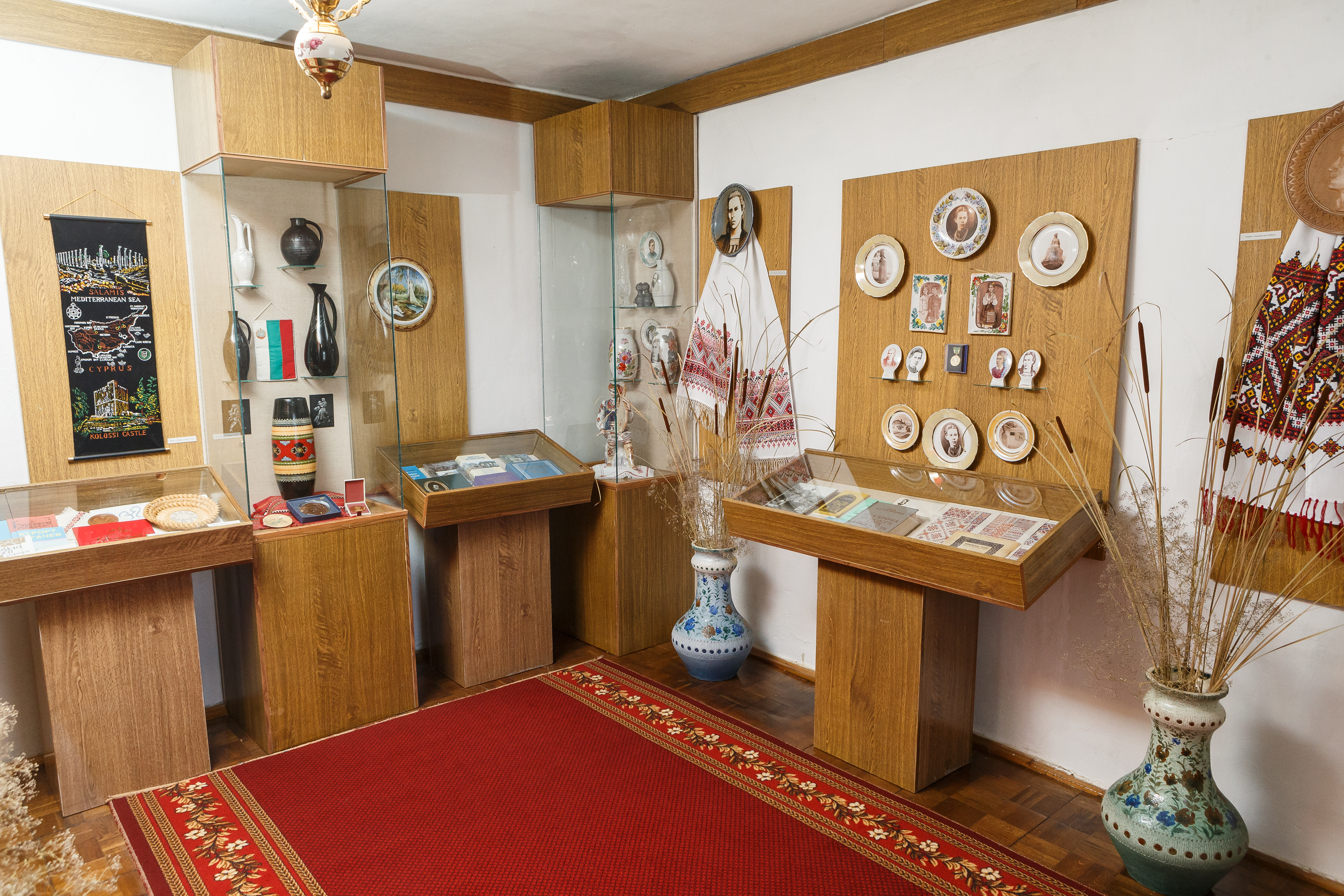
Відділ вшанування пам'яті Лесі Українки

У будинку, де жили Окружки, функціонує відділ вшанування пам'яті Лесі Українки, де експонуються літературна спадщина поетеси, переклади її творів, сувенірна продукція, присвячена ювілейним і пам'ятним датам. Окрасою відділу є діорама до твору «Лісова пісня».
У «Лесиній світлиці» традиційно проходить літературно-музичний захід «Плеяда паростків Лесиного слова».
Музей підтримує дружні зв'язки з родичами Лесі Українки. Зокрема, завідувачка музею Віра Римська листувалася з Лесиними сестрами Оксаною (Чехія) та Ізидорою (США), племінниками Юрієм Косачем, Ольгою Сергіїв (США), Наталією Драгомановою-Бартаї, внучкою Михайла Драгоманова. Є листи від Аріадни Драгоманової (Бразилія), Аріадни Труш, Євгенії Мільської, Ірини Стешенко, Олени Кушти, родини Кривинюків (Росія). У 2003, 2008 рр. музей відвідала Ольга Петрова (США) — онука наймолодшої Лесиної сестри Ізидори.

## Історія
Лесина сестра Ольга Косач-Кривинюк згадувала:

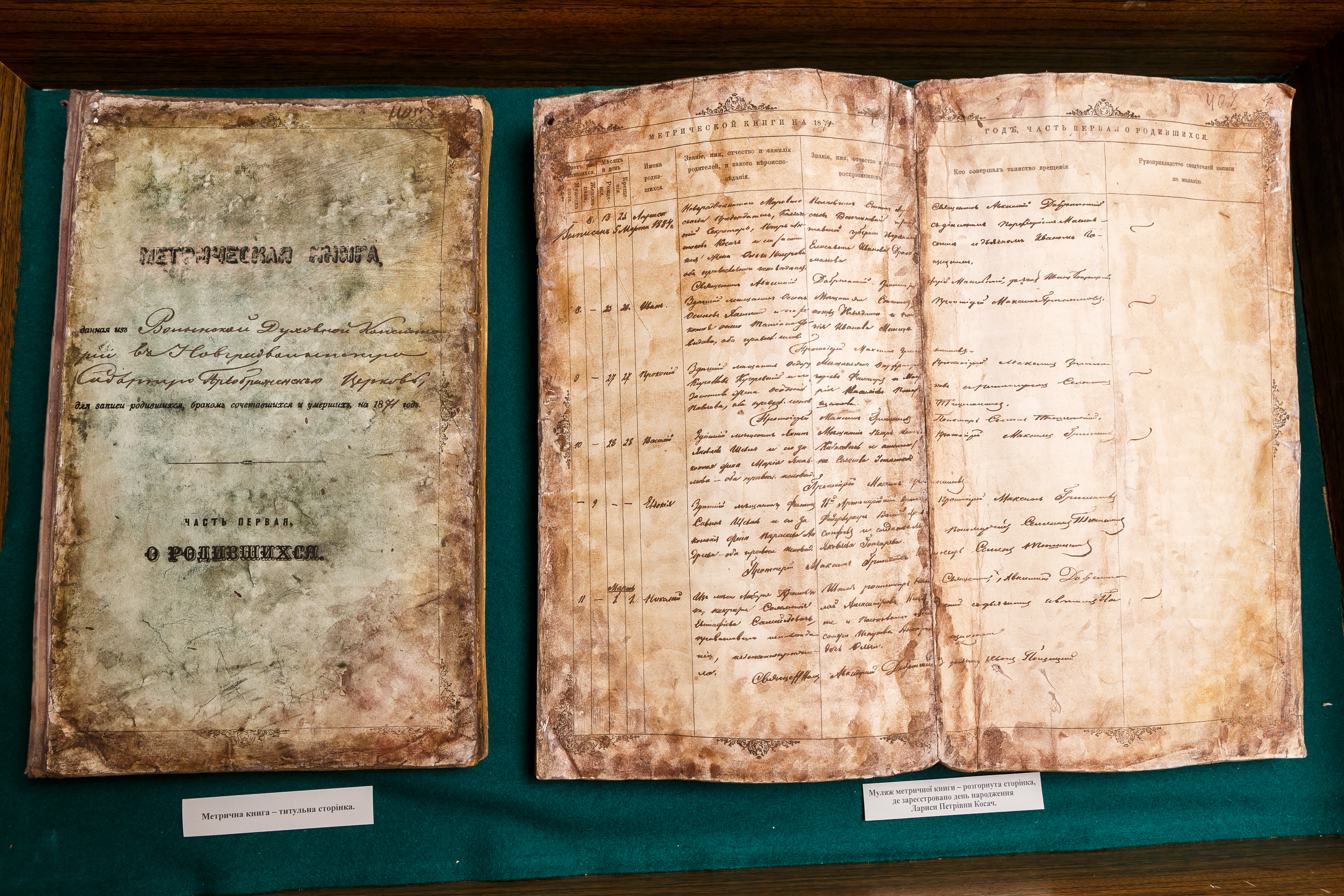
Муляж обкладинки метричної книги Соборної Преображенської церкви (Новоград-Волинський) та сторінки, яка містить запис про хрещення Лариси Косач (Лесі Українки)

«1928 року літом я з матір'ю була в Звягелі. Ми знайшли дім Окружка, і в ньому мати моя показала ту кімнату, де народилася Леся. Мій син Михайло Кривинюк, що теж був з нами, сфотографував (з доручення  Музею діячів українського мистецтва і науки) той дім з різних боків і деякі звягельські краєвиди. Малярка Віра Волянська (онука Михайла Федоровича Комарова) їздила з нами до Звягелю і намалювала олійними фарбами дім Окружка і тушем стародавню українську дерев'яну  церковцю з „опасанням“ (ґанок навколо церкви), яку добре пам'ятала Леся. Лесина племінниця, дочка її сестри Ізидори, Ольга Борисова 1928 року намалювала олійними фарбами ту кімнату, в якій народилася Леся. Казали нам пізніше звягельчани, що на домі Окружка після тих одвідин і за вказівкою матері нашої прибито меморіальну дошку про те, що там народилася Леся Українка».
1 серпня 1963 року, до 50-річчя з дня пам'яті Лесі Українки, відкрили музей-бібліотеку на громадських засадах, встановили погруддя. Бібліотека була філіалом міської дитячої бібліотеки № 2. Ініціаторами відкриття музею була громадськість міста, шанувальники творчості поетеси. Першим керівником музею була Челядіна Світлана Олексіївна, після неї — Іванова Ольга Андріївна. Експозиція музею будувалася на фотокопіях, плоскінному матеріалі в шести невеличких кімнатах.

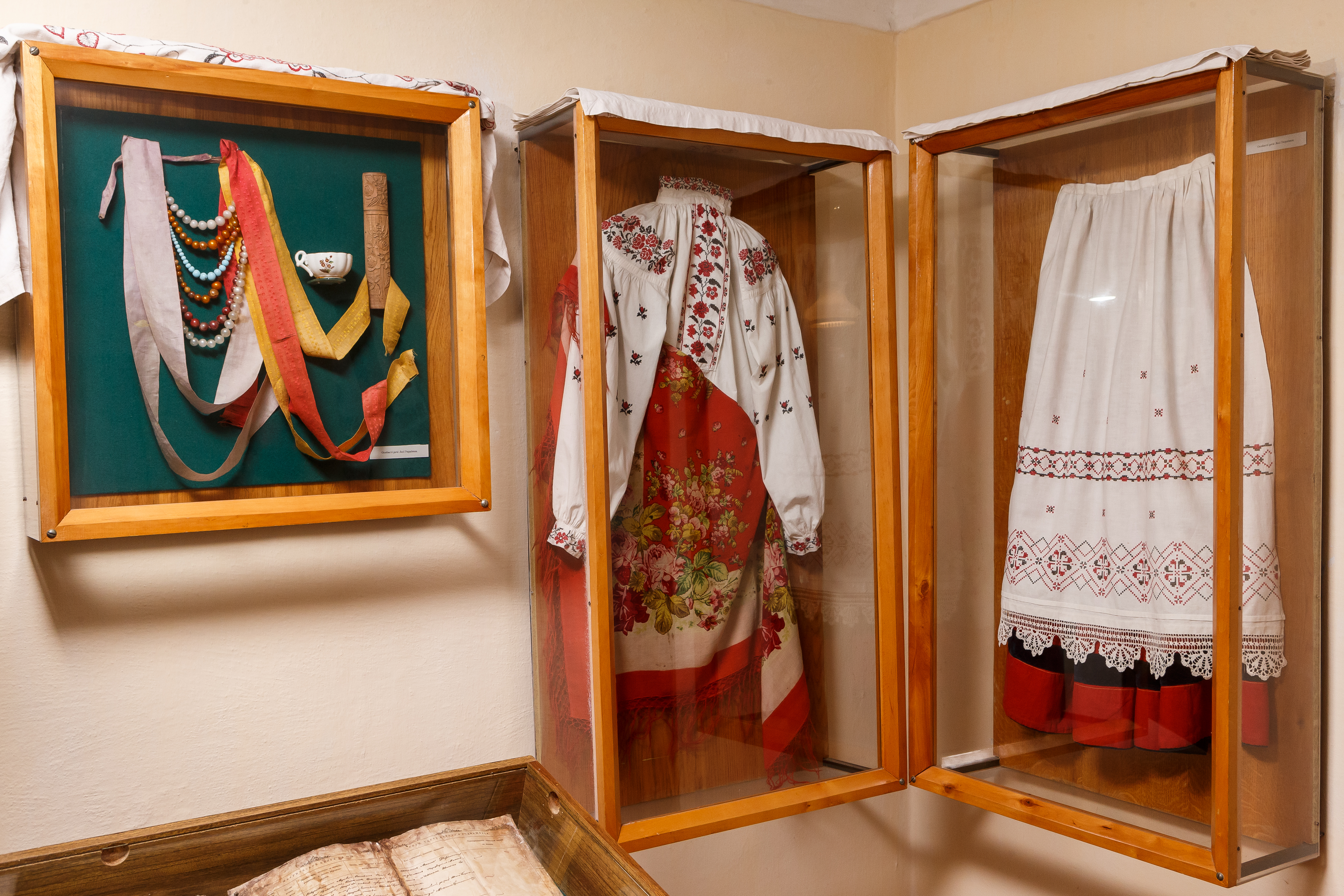
Особисті речі Лесі Українки

11 вересня 1970 року створили літературно-меморіальний музей Лесі Українки на правах відділу Житомирського обласного краєзнавчого музею. Урочисте відкриття відбулося 25 лютого 1971 року (до 100-річного ювілею поетеси). На фасаді будинку — меморіальна дошка роботи Галини Кальченко, а на подвір'ї — скульптурне погруддя поетеси /авт. Валентина Дяченко/. У цей день Анатолій Софронов та Олесь Гончар посадили перед музеєм дуб та березу.
Наукову допомогу у відтворенні Лесиної домівки надавав Інститут літератури НАН України ім. Т. Г. Шевченка: Мірошниченко Л. П., Третяченко Т. Г., Диба А. Г., Гальченко С. А., Скупейко Л. У., Жулинський М. Г., Штонь Г. М. Оформляли експозицію художники-декоратори В. Іванов, Г. Кирилов, С. Раєвський, П. Чайка, В. Прищенко, С. Кисляченко, А. Задорожний, К. Камишний, В. Шкуринський, Ю. Каргаполов.